# Араужу де Азеведу, Антониу да Барка
Антониу Ара́уху де Азеве́ду, 1-й граф да Барка (Араужу ди Азеведу; 1754—1817) — португальский математик, историк, ботаник-любитель.
Занимал разные государственные посты: был послом Португалии в Голландии, Франции, Пруссии и России. В бытность его первым министром короля Жуана VI, состоялся переезд португальского двора в Бразилию. Там он занимал должности министра военно-морского флота и иностранных дел.
Проводил научные исследования и эксперименты в собственном дворце и частном ботаническом саду. Содействовал развитию образования и промышленности в Бразилии; основал фарфоровую мануфактуру в Рио-де-Жанейро. Впервые провёл акклиматизацию чая в Бразилии, заложил чайные плантации.
Один из учредителей Королевской академии наук. Член-корреспондент Петербургской академии наук c 22.08.1791 г. Автор двух трагедий, также переводил пасторали Вергилия.